# Луангинга
Река Луангинга е с дължина около 500 км и се протича през територията на Ангола и Замбия.
Реката води началото и от централна Ангола (провинция Мошико) и се влива в река Замбези в Замбия. Луангинга формира южната граница на Национален парк Лиува (Замбия).